# Coralaxius nodulosus
Coralaxius nodulosus är en kräftdjursart som först beskrevs av Frederik Vilhelm August Meinert 1877.  Coralaxius nodulosus ingår i släktet Coralaxius och familjen Axiidae. Arten har ej påträffats i Sverige. Inga underarter finns listade i Catalogue of Life.